# Lijst van wapens van Litouwse gemeenten
Dit artikel bevat een lijst van wapens van Litouwse gemeenten. Het land Litouwen is opgedeeld in 10 districten en 60 gemeenten.

## DistrictAlytus

Wapen van Alytus
Wapen van Alytus
Wapen van Druskininkai
Wapen van Lazdijai
Wapen van Varėna

## DistrictKaunas

Wapen van Birštonas
Wapen van Jonava
Wapen van Kaišiadorys
Wapen van Kaunas
Wapen van Kaunas (districtsgemeente)
Wapen van Kėdainiai
Wapen van Prienai
Wapen van Raseiniai

## DistrictKlaipėda

Wapen van Klaipėda
Wapen van Klaipėda (districtsgemeente)
Wapen van Kretinga
Wapen van Neringa
Wapen van Palanga
Wapen van Skuodas
Wapen van Šilutė

## DistrictMarijampolė

Wapen van Kalvarija
Wapen van Kazlų Rūda
Wapen van Marijampolė
Wapen van Šakiai
Wapen van Vilkaviškis

## DistrictPanevėžys

Wapen van Biržai
Wapen van Kupiškis
Wapen van Panevėžys
Wapen van Panevėžys
Wapen van Pasvalys
Wapen van Rokiškis

## DistrictŠiauliai

Wapen van Akmenė
Wapen van Joniškis
Wapen van Kelmė
Wapen van Pakruojis
Wapen van Radviliškis
Wapen van Šiauliai (stadsgemeente)
Wapen van Šiauliai (districtsgemeente)

## DistrictTauragė

Wapen van Jurbarkas
Wapen van Pagėgiai
Wapen van Šilalė
Wapen van Tauragė

## DistrictTelšiai

Wapen van Mažeikiai
Wapen van Plungė
Wapen van Rietavas
Wapen van Telšiai

## DistrictUtena

Wapen van Anykščiai
Wapen van Ignalina
Wapen van Molėtai
Wapen van Utena
Wapen van Visaginas
Wapen van Zarasai

## DistrictVilnius

Wapen van Elektrėnai
Wapen van Šalčininkai
Wapen van Širvintos
Wapen van Švenčionys
Wapen van Trakai
Wapen van Ukmergė
Wapen van Vilnius
Wapen van Vilnius (districtsgemeente)